# بطوط السادس عشر

## سيرة

موقع مدينة البط الخيالية

وُلِد بطوط السادس عشر (1790-1880) مواطنًا أمريكيًا. شارك أسلافه في الاستعمار المبكر للساحل الشرقي لأمريكا الشمالية .
كان صيادًا لسنوات، ووصل إلى حصن دريك بورو البريطاني، على ساحل المحيط الهادئ ، في عام 1818 للتجارة مع الجنود. لكنتم الاستيلاء على الحصن من قبل الجنود الإسبان. من أجل الفرار من الحصن، يوقع قائده على تنازل رسمي لصالح بطوط السادس عشر. يتمكن الأخير من تخويف الإسبان باستخدام الفشار الساخن الذي يرعبهم ويجعلهم يعتقدون أن الشياطين تهاجمهم.
كان بطوط السادس عشر المالك الوحيد لحصن مدينة البط، وفي 1821 تم ضم مدينة البط وولايتَى كاليسوتا وكاليفورنيا إلى المكسيك التي استقلت حديثًا.
في عام 1848، تم ضم كاليسوتا وكاليفورنيا إلى الولايات المتحدة . ومع ذلك، يظل بطوط السابع عشر شخصية مهمة في المنطقة. توفي في عام 1880 في مدينة البط .

## في القصص المصورة
كان ظهوره الأول (كتمثال) في قصة كتبها كارل باركس في مارس 1952 ، بعنوان "المبذرون المتصنعون للتمثال" . يتشاجر عم دهب وملياردير آخر بسبب تماثيل ضخمة لبطوط السادس عشر، مؤسس مدينة البط. تم استخدام التمثال الأخير لدهب، الذي يمثل المؤسس وهو يحمل الذرة ، من قبل جمعية أصدقاء بطوط السادس عشر لتخليد ذكراه.